# Moscovio
El moscovio es un elemento sintético de la tabla periódica cuyo símbolo es Mc y su número atómico es 115.
Actualmente se conocen cuatro isótopos desde 287Mc hasta 290Mc. Se prevé que el isótopo más estable del moscovio sea el 299Mc, que contiene el número mágico de 184 neutrones. El isótopo con mayor número de neutrones conocido hasta la fecha es el 290Mc, con 175 neutrones. Es muy inestable, con una vida media de milésimas de segundo. Su nombre hace referencia al óblast de Moscú, región a la que pertenece la ciudad de Dubná, en el que se encuentra el Instituto Central de Investigaciones Nucleares.

## Descubrimiento
El 2 de febrero de 2004 se informó en la revista Physical Review C que un equipo integrado por científicos rusos en el Instituto Central de Investigaciones Nucleares en Dubná, y los científicos estadounidenses en el Laboratorio Nacional Lawrence Livermore hicieron el descubrimiento del moscovio. El equipo informó que bombardearon americio 243 con calcio 48 para producir iones de cuatro átomos de moscovio. Estos átomos se desintegraron por emisión de partículas alfa en nihonio en aproximadamente 100 milisegundos.
En agosto de 2013 otro experimento independiente confirmó el hallazgo del elemento.
Otros elementos químicos sintetizados con anterioridad, como los de números atómicos 111 (roentgenio) y 112 (copernicio), tienen una existencia muy breve, de apenas milésimas de segundo, antes de desintegrarse. Esta característica es muy común entre los elementos transuránicos (los que aparecen en la tabla periódica más allá del uranio, cuyo número atómico es 92). Pero, cuando en 1999 se sintetizó el elemento 114 (flerovio), se comprobó que es mucho más estable de lo que se pensaba: su vida media es de treinta segundos. A raíz de esto, muchos científicos pensaron que estaban a punto de encontrar la isla de estabilidad, es decir, átomos superpesados pero estables durante años. El premio Nobel Glenn Seaborg predijo esta posibilidad en 1991. Calculó que se podría conseguir con algún isótopo de los elementos 114 o 115.
La clave de la estabilidad radica en que el núcleo del átomo sea lo más esférico posible, algo que, según Seaborg, puede ocurrir si posee al menos 298 nucleones (la suma de los protones y los neutrones). En el caso del experimento realizado recientemente por investigadores suizos, dirigidos por el doctor Heinz Gäggeler, la vida del nuevo átomo fue muy breve: una décima de segundo. Pero eso sólo indica que con el proceso empleado (bombardear un disco de americio con un rayo de iones de calcio) se ha obtenido un isótopo del elemento 115 que no llega a alcanzar la tan esquiva estabilidad. En el centro de investigación nuclear de Dubná (Rusia), donde se ha sintetizado el moscovio, varios equipos internacionales llevan años tratando de obtener nuevos elementos químicos. Allí se descubrió también el elemento 114 y, es muy probable que sea en este centro donde se consiga un isótopo estable de este elemento, aunque expertos astrónomos creen podría conseguirse en estado natural en el universo al igual que otros elementos superpesados.

## Propiedades predichas
Aparte de las propiedades nucleares, no se han medido propiedades del moscovio o sus compuestos; esto se debe a su producción extremadamente limitada y costosa y al hecho de que se descompone muy rápidamente. Las propiedades del moscovio siguen siendo desconocidas y solo se dispone de predicciones.

### Estabilidad nuclear e isótopos

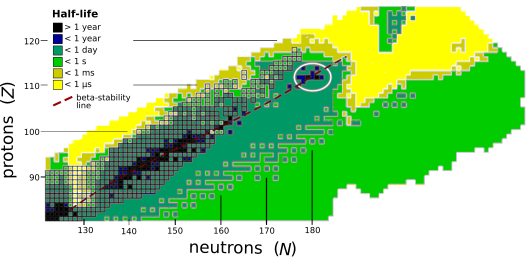
La ubicación esperada de la isla de estabilidad. La línea punteada es la línea de estabilidad beta.

Se espera que moscovio esté dentro de una isla de estabilidad centrada en copernicio (elemento 112) y flerovio (elemento 114). Debido a las altas barreras de fisión esperadas, cualquier núcleo dentro de esta isla de estabilidad se desintegra exclusivamente por desintegración alfa y quizás algo de captura de electrones y decaimiento beta. Aunque los isótopos conocidos de moscovio en realidad no tienen suficientes neutrones para estar en la isla de estabilidad, se puede ver que se acercan a la isla ya que, en general, los isótopos más pesados son los de vida más larga.
El isótopo hipotético 291Mc es un caso especialmente interesante ya que tiene solo un neutrón más que el isótopo de moscovio más pesado conocido, 290Mc. Se podría sintetizar de manera plausible como la hija de 295Ts, que a su vez podría formarse a partir de la reacción 249Bk(48 Ca,2n)295Ts. Los cálculos muestran que puede tener un modo significativo de captura de electrones o emisión de positrones además a la desintegración alfa y también tiene una vida media relativamente larga de varios segundos. Esto produciría 291Fl, 291Nh, y finalmente 291Cn que se espera que estar en el medio de la isla de estabilidad y tener una vida media de aproximadamente 1200 años, lo que brinda la esperanza más probable de llegar al centro de la isla utilizando la tecnología actual. Los posibles inconvenientes son que se espera que la sección eficaz de la reacción de producción de 295Ts sea baja y que las propiedades de descomposición de los núcleos superpesados tan cerca de la línea de estabilidad beta están en gran medida sin explorar. Los isótopos ligeros 284Mc, 285Mc y 286Mc podrían generarse a partir del 241 Reacción Am+48Ca. Se someterían a una cadena de desintegraciones alfa, que terminarían en isótopos de transactínidos demasiado livianos para ser producidos por fusión caliente y demasiado pesados para ser producidos por fusión fría. El isótopo 286Mc fue encontrado en 2021 en Dubna, en la reacción 243Am(48Ca,5n)286Mc: se descompone en el ya conocido 282Nh y sus hijas.
Otras posibilidades de sintetizar núcleos en la isla de estabilidad incluyen la cuasifisión (fusión parcial seguida de fisión) de un núcleo masivo. Tales núcleos tienden a fisionarse, expulsando el doble número mágico o casi el doble de fragmentos mágicos como calcio-40, estaño-132, plomo-208 o bismuto-209. Recientemente se ha demostrado que las reacciones de transferencia de múltiples nucleones en colisiones de núcleos de actínidos (como uranio y curio) podrían usarse para sintetizar el neutrón -núcleos superpesados ricos ubicados en la isla de estabilidad, aunque la formación de los elementos más ligeros nobelio o el seaborgio es más favorecido. Una última posibilidad para sintetizar isótopos cerca de la isla es usar explosiones nucleares controladas para crear un flujo de neutrones lo suficientemente alto como para pasar por alto la brecha de inestabilidad en 258–260Fm y en número de masa 275 (números atómicos 104 a 108), imitando el proceso r en el que los actínidos se produjeron por primera vez en la naturaleza y se eliminó la brecha de inestabilidad alrededor del radón. Algunos de estos isótopos (especialmente 291Cn y 293Cn) incluso pueden haberse sintetizado en la naturaleza, pero se habrían desintegrado demasiado rápido (con vidas medias de solo miles de años) y se habrían producido en cantidades demasiado pequeñas (alrededor de 10−12 la abundancia de plomo) para ser detectables como nucleidos primordiales hoy fuera de los rayos cósmicos.

## Nucleosíntesis
| Objetivo | Proyectil | CN    | Resultado                       |
| -------- | --------- | ----- | ------------------------------- |
| 208Pb    | 75As      | 283Mc | Reacción aún no se ha intentado |
| 232Th    | 55Mn      | 287Mc | Reacción aún no se ha intentado |
| 238U     | 51V       | 289Mc | Reacción no exitosa             |
| 237Np    | 50Ti      | 287Mc | Reacción aún no se ha intentado |
| 244Pu    | 45Sc      | 289Mc | Reacción aún no se ha intentado |
| 243Am    | 48Ca      | 291Mc | Reacción exitosa                |
| 241Am    | 48Ca      | 289Mc | Reacción exitosa                |
| 248Cm    | 41K       | 289Mc | Reacción aún no se ha intentado |
| 249Bk    | 40Ar      | 289Mc | Reacción aún no se ha intentado |
| 249Cf    | 37Cl      | 286Mc | Reacción aún no se ha intentado |

## El moscovio en la tabla periódica de los elementos
El 5 de diciembre del 2016 la Unión Internacional de Química Pura y Aplicada (IUPAC) y la Unión Internacional de Física Pura y Aplicada (IUPAP) aprobaron su denominación junto a otros tres elementos como el nihonio, tenesino y oganesón. Además fue agregado a la tabla periódica de los elementos, al igual que los otros tres.